# Symetria unitarna
Symetria unitarna – rodzaj symetrii związany z grupą macierzy unitarnych. Grupę macierzy unitarnych o rozmiarze {\displaystyle n\times n} nazywamy grupą unitarną rzędu {\displaystyle n} i oznaczamy symbolem {\displaystyle \mathrm {U} (n).}
Ważną podgrupę w {\displaystyle \mathrm {U} (n)} stanowi grupa macierzy unitarnych o wyznaczniku 1, oznaczana {\displaystyle \mathrm {SU} (n).}
Symetrie unitarne pełnią ważną rolę we współczesnej fizyce, są bowiem nimi grupy cechowania oddziaływań fizycznych, np.
- {\displaystyle \mathrm {U} (1)} – grupa cechowania oddziaływań elektromagnetycznych,
- {\displaystyle \mathrm {SU} (2)} – grupa cechowania oddziaływań elektrosłabych,
- {\displaystyle \mathrm {SU} (3)} – grupa cechowania oddziaływań silnych.